# Шалашов, Сергей Михайлович
Сергей Михайлович Шалашов (25 октября (7 ноября) 1916, Ростов-на-Дону, Российская империя — 19 декабря 1986, там же, СССР) — участник Великой Отечественной войны, стрелок 31-й отдельной стрелковой роты (291-я стрелковая дивизия, 67-я армия, 3-й Прибалтийский фронт), сержант. Полный Кавалер ордена Славы.

## Биография
Родился 25 октября (7 ноября) 1916 года в городе Ростове-на-Дону в семье рабочего. Русский. Окончил 7 классов. Работал слесарем. Занимался в аэроклубе.
В 1936-1938 годах проходил срочную службу в Красной Армии. В 1939 году был вновь призван в армию. Участвовал в советско-финляндской войне 1939-1940 годов. Как выпускник аэроклуба прошёл стажировку и был допущен с полетам на самолёте По-2. Совершил несколько боевых вылетов на Карельском перешейке. В январе 1940 года был сбит зенитной артиллерией, совершил вынужденную посадку. Уже на земле, в перестрелке с финнами был тяжело ранен. После госпиталя был демобилизован, ранение закрыло дорогу в небо.
В июне 1941 года был вновь призван в Красную Армию и направлен рядовым стрелком в 87-й отдельный батальон НКВД. В составе батальона нес охранную службу в Ленинграде (ныне – Санкт-Петербург) на важных промышленных объектах, мостах. Только летом 1943 года добился перевода в строевую часть на фронт.
Летом 1944 года советские войска провели Псковско-Островскую операцию. В ходе её была разгромлена вражеская группировка войск и освобождены древние русские города - Псков и Остров. В этих боях отличился красноармеец Сергей Шалашов.
Приказом командира 291-й стрелковой дивизии от 30 июля 1944 года за смелость и отвагу, проявленные при захвате плацдарма на западном берегу реки Великая красноармеец Шалашов Сергей Михайлович награждён орденом Славы 3-й степени (№ 112995).
В ходе дальнейшего наступления Шалашов участвовал в боях за Тарту, который был освобожден 25 августа. В боях за этот город получил ранение, после излечения вернулся в свою часть. В январе 1945 года сержант Шалашов в составе той же дивизии воевал на 1-м Украинском фронте. Он уже занимал должность помощника командира взвода 313-й отдельной разведывательной роты и часто возглавлял разведгруппы.
В феврале 1945 года действуя в составе разведывательной группы западнее города Бейтен (ныне Бытом, Польша), ликвидировал вражескую огневую точку, пленил 2 солдат и захватил автомашину с ценным грузом.
Приказом от 18 февраля 1945 года сержант Шалашов Сергей Михайлович награждён орденом Славы 2-й степени (№ 9996).
Накануне наступления на Бейтен во главе разведгруппы с радистами скрытно проник в город и оборудовали наблюдательный пункт недалеко от станции. Разведчики несколько суток передавали разведданные в штаб дивизии. Сведения, полученные разведчиками, существенно помогли в при освобождении города. За это разведывательный рейд все участники был награждены орденами Красной Звезды.
В дальнейших боях разведчики Шалашова неоднократно участвовали в успешных рейдах в тыл врага. Так, 5-7 апреля 1945 года в боях юго-западнее города Штрелен (ныне Стшелин, Польша) сержант Шалашов со своими разведчиками уничтожил свыше около роты автоматчиков и взял в плен четырех офицеров.
Всего за время службы в разведке сержант Шалашов на личном счету имел одиннадцать «языков» и несколько десятков уничтоженных гитлеровцев. Последний разведпоиск разведчик Шалашов провел в ночь на 7 мая 1945 года, когда дивизия, в которой он воевал, шла на помощь восставшей Праге. В ночной схватке получил легкое ранение (четвертое за войну), но продолжал руководить группой разведчиков, пока она полностью не выполнила боевой задачи. 18 мая 1945 года командир дивизии представил помощника командира взвода разведроты сержанта Шалашова Сергея Михайловича к награждению орденом Славы I степени.
24 июня 1945 года сержант Шалашов в составе сводного полка 1-го Украинского фронта прошел по Красной площади в Москве на Параде Победы.
Указом Президиума Верховного Совета СССР от 27 июня 1945 года за образцовое выполнение заданий командования в боях с немецко-фашистскими захватчиками сержант Шалашов Сергей Михайлович награждён орденом Славы 1-й степени (№ 617). Стал полным кавалером ордена Славы.
В 1945 году был демобилизован. Вернулся в родной город. Работал мастером на Ростовской макаронной фабрике. Скончался 19 декабря 1986 года.

## Награды
- Полный Кавалер Ордена Славы (Указ Президиума Верховного Совета СССР от 27.06.1945)
Награждён орденами Отечественной войны 1-й степени, Красной Звезды, медалями, в том числе - «За отвагу».